# Tachigali versicolor
Tachigali versicolor är en ärtväxtart som beskrevs av Paul Carpenter Standley och Louis Otho Otto Williams. Tachigali versicolor ingår i släktet Tachigali och familjen ärtväxter. Inga underarter finns listade i Catalogue of Life.

## Bildgalleri

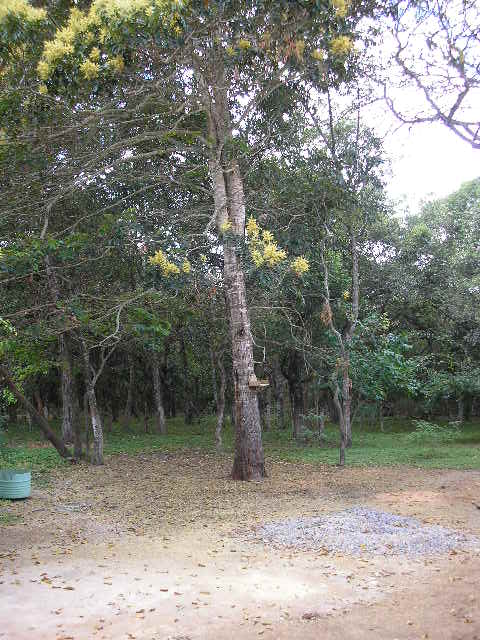
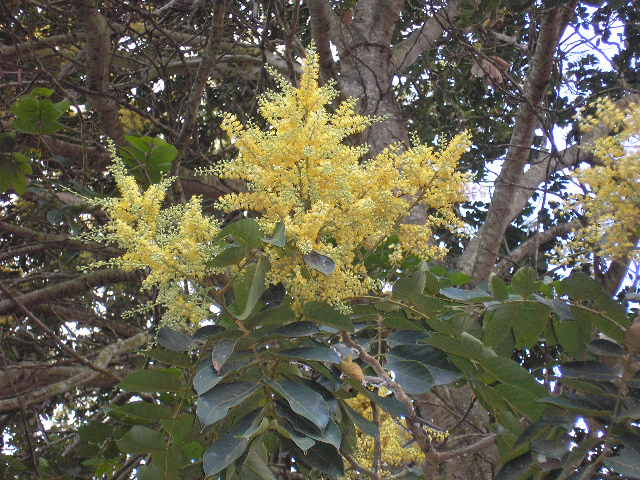
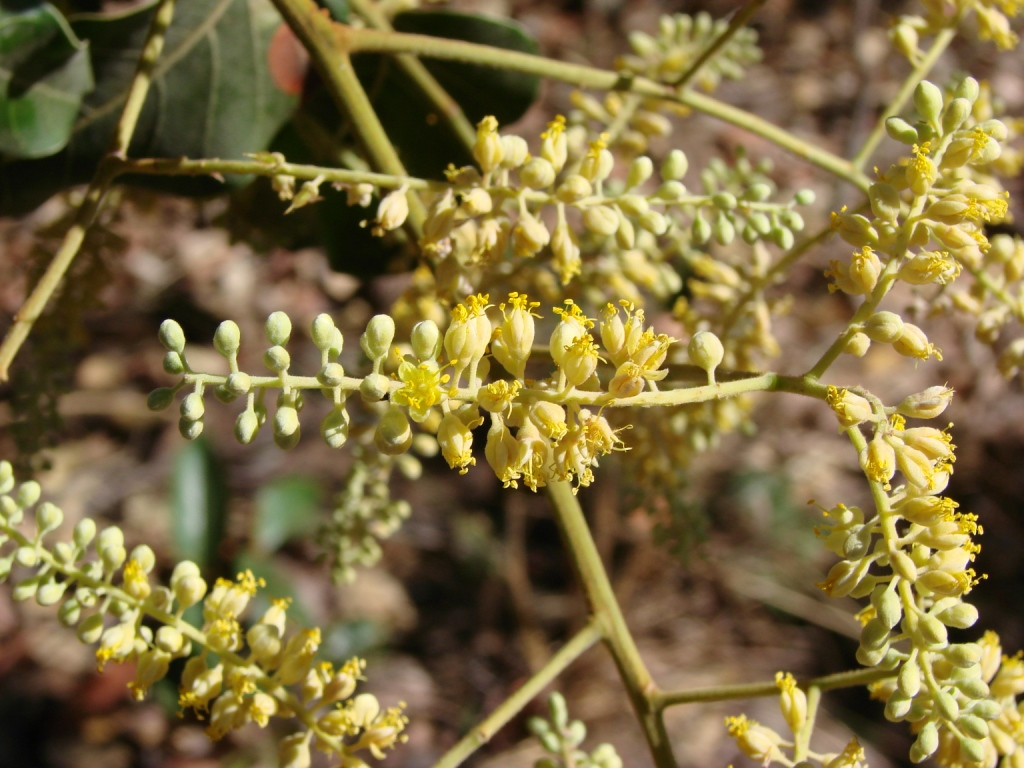
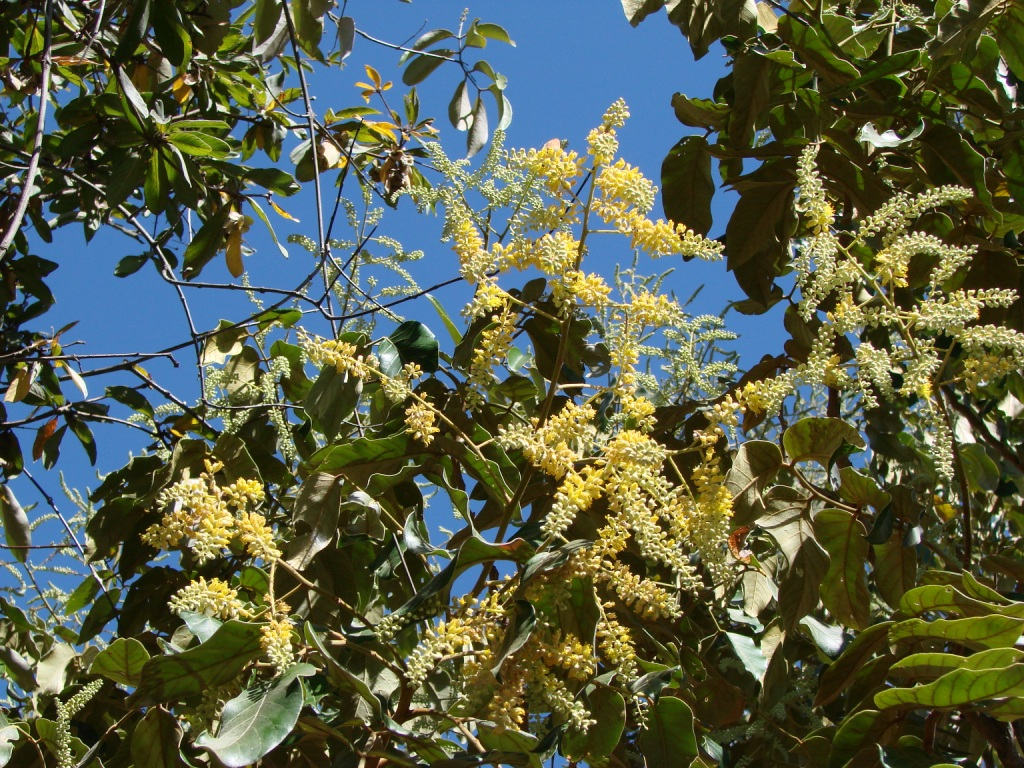